# Spencer Butterfield
Spencer Darren Butterfield (Provo, Utah, 11 de octubre de 1992) es un jugador de baloncesto estadounidense que actualmente juega en las filas del Iberostar Tenerife de la liga ACB. Con 1,91 metros de estatura, juega en la posición de escolta.

## Trayectoria deportiva

### Universidad
Jugó dos temporadas en el junior college de Yuba, en California, donde en su segundo año fue elegido co-jugador del Año de la California Community College Athletic Association, tras promediar 16,3 puntos, 8,3 rebotes, 3,1 asistencias y 1,7 robos de balón por partido. Continuó sus estudios en los Aggies de la Universidad Estatal de Utah, donde jugó dos temporadas más, en las que promedió 12,6 puntos, 6,4 rebotes y 2,6 asistencias por partido. En 2013 fue incluido en el segundo mejor quinteto de la Western Athletic Conference y en el mejor quinteto de debutantes de la conferencia.

### Profesional
Tras no ser elegido en el Draft de la NBA de 2014, en el mes de agosto fichó por el Club Melilla Baloncesto de la LEB Oro española, donde jugó una temporada en la que promedió 10,0 puntos y 3,9 rebotes por partido.
En agosto de 2015 fichó por el Utenos Juventus de la liga lituana. Disputó una temporada en la que promedió 14,6 puntos y 6,1 rebotes por partido.
En julio de 2016 fue invitado a participar con los Utah Jazz en las Ligas de Verano de la NBA, Jugó ocho partidos, en los que promedió 8,7 puntos y 3,0 rebotes. Pocos días después fichó por el Nanterre 92 de la liga francesa.
Tras su experiencia en el Juventus Utenos lituano, firmaría por el Nanterre 92 galo con el que fue campeón de la FIBA Cup en la temporada 2016-17. 
En las siguientes temporadas jugaría en el Alba de Berlín, el Reggio Emilia y, de nuevo, el Nanterre parisino en una segunda etapa. El escolta acumularía experiencia en competiciones continentales: hasta 55 partidos entre Eurocup y FIBA Cup.
Durante la temporada 2019-20 juega en las filas del Nanterre 92 de la JeepElite francesa, en el que promedia 10'6 puntos con un 50'8% en triples, 3'6 rebotes, 1'6 asistencias y 11'6 de valoración.
El 14 de octubre de 2020, Iberostar Tenerife anuncia la contratación del escolta estadounidense por una temporada.
El 5 de noviembre de 2022 firmó con el equipo belga del Telenet Giants Antwerp de la Liga BNXT. El 12 de marzo de 2023, Butterfield y los Giants ganaron la Copa Belga, tras vencer al BC Oostende en la final. Anotó 18 puntos, el máximo del equipo, en la final y fue nombrado MVP de la final tras del partido.